# Bandeira de Rivera (departamento)
A Bandeira de Rivera é um dos símbolos oficiais do Departamento de Rivera, uma subdivisão do Uruguai. Foi aprovada em 15 de setembro de 1988, sendo seu desenho idealizado por Cinthia Castelo Cortiñas, vencedora de um comcurso. Em 1 de outubro do mesmo ano foi içada pela primeira vez prara comemorar o 114º aniversário do departamento.
Seu desenho consiste em um retângulo de proporção largura-comprimento de 2:3 dividido em 10 faixas ferticais. A primeira faixa vertical do lado direito (lado do mastro) é azul e tem largura de 1/4 do comprimento total. As demais faixas são intercaladas de branco e azul e possuem a largura de 1/12 do comprimento total. Na parte superior da faixa mais larga está o Brasão do Departamento.

## Simbolismo
As nove faixas estreitas reproduzem as faixa encontradas na Bandeira do Uruguai, refletindo a unidade do departamento com o retso do país. O Brasão localizado na parte superior representa o departamento, pois apresenta aspectos relacionados à natureza local: uma árvore de plátano e o Cerro del Marco.